# Bohinjska Češnjica
Bohinjska Češnjica je naselje u slovenskoj Općini Bohinju. Bohinjska Češnjica se nalazi u pokrajini Gorenjskoj i statističkoj regiji Gorenjskoj. 

## Stanovništvo
Prema popisu stanovništva iz 2002. godine naselje je imalo 377 stanovnika.